# صوار أمامي
الصوار الأمامي هو مسلك عصبي للمادة البيضاء (مجموعة من المحاوير) التي تربط الفصين الصدغيين لنصفي الكرة المخية عبر خط الوسط، وتوضع أمام أعمدة القبو. تنتقل الغالبية العظمى من الألياف التي تربط بين نصفي الكرة المخية عبر الجسم الثقني، والذي يكون عادةً أكبر من الصوار الأمامي بعشر مرات تقريباً. الصوار الأمامي هو مسار كبير يمكن تمييزه بوضوح في أدمغة جميع الثدييات.
يلعب الصوار الأمامي دورًا رئيسيًا في الإحساس بالألم، وبشكل أكثر تحديدًا، الألم الحاد. يحتوي أيضًا على ألياف متقطعة من المسالك الشمية، وهي حيوية لحاسة الشم والاستقبال الكيميائي. يعمل الصوار الأمامي بالتوافق مع الصوار الخلفي لربط نصفي الكرة المخية للدماغ، كما يربط بين اللوزة الدماغية والفص الصدغي، مما يساهم في دور الذاكرة والعاطفة والكلام والسمع. كما وأنه يشارك في حاسة الشم والغريزة والسلوك الجنسي.[بحاجة لمصدر]
في المستوى السهمي، يكون الصوار الأمامي بيضاوي الشكل، له محور رأسي طويل قياسه حوالي 5 مم.

## الوظيفة
لا تزال وظيفة الصوار الأمامي غير مفهومة تمامًا. يُعتقد بأن وظائفه تتراوح من إدراك اللون إلى الانتباه. دعمت إحدى الدراسات إدراك اللون في عدم التخلق الثقني (عدم التخلق الثقني،
 أي اولئك الذين ولدوا بدون الجسم الثفني، (Barr & Corballis، 2002). وقد اعتمدت دراسات أخرى على هذا لتوحي بأن الصوار الأمامي يمكن أن يكون مسارًا تعويضيًا في أولئك الذين ليس لديهم الجسم الثفني، مما يقدم تقنيات التصوير المصفوفة الانتشار (DTI) لتوضيح الصوار الأمامي بشكل أفضل وكيف يمكن أن يكون له دور في وظائف مختلفة (وينتر & فرانز، 2014).

يلعب الصوار الأمامي دورًا رئيسيًا في الإحساس بالألم، وبشكل أكثر تحديدًا، الألم الحاد. يحتوي أيضًا على ألياف متقطعة من المسالك الشمية، وهي حيوية لحاسة الشم والاستقبال الكيميائي. يعمل الصوار الأمامي بالتوافق مع الصوار الخلفيلربط نصفي الكرة المخية للدماغ، كما يربط بين اللوزة الدماغيةوالفص الصدغي، مما يساهم في دور الذاكرة والعاطفة والكلام والسمع. كما وأنه تشارك في حاسة الشم والغريزة والسلوك الجنسي.
تمت دراسة الصوار الأمامي فيما يتعلق بالجنس والتوجه الجنسي. تم الإبلاغ عن أن الرجال المثليين جنسياً يكون لديهم الصوار الأمامي أكبر من الرجال العاديين (Allen and Gorski، 1992)،ولكن لا تزال هذه الدراسة موضع شك كبير ولم يتم اثباتها من قبل أي دراسة أخرى، وتم اعتبار النتائج على أنها غير قابلة للتناتج. كان لدى النساء في الدراسة أيضًا صوار أمامية أكبر من الرجال. ومع ذلك، ذكرت دراسة منفصلة أنه أكبر عند الذكور مقارنةً الإناث (Demeter et al. 1988)، ووجدت دراسة ثالثة عدم وجود فرق بين الجنسين في الصوار الأمامي ولا فرق بين الرجال الطبيعيين والمثليين (Lasco et al. 2002). 

## معرض الصور
- الصِّوار الأمامي

## روابط خارجية
- نظرة عامة نسخة محفوظة 11 يناير 2006 على موقع واي باك مشين. في جامعة كامبريدج
- "Anatomy diagram: 13048.000-3". Roche Lexicon - illustrated navigator. Elsevier. مؤرشف من الأصل في 2012-07-22.
- https://web.archive.org/web/20070512234725/http://www2.umdnj.edu/~neuro/studyaid/Practical2000/Q09.htm
- "Sexual orientation and the size of the anterior commissure in the human brain". Proc. Natl. Acad. Sci. U.S.A. ج. 89 ع. 15: 7199–202. أغسطس 1992. Bibcode:1992PNAS...89.7199A. DOI:10.1073/pnas.89.15.7199. PMC:49673. PMID:1496013.
- NIF Search - الصوار الأمامي عبر إطار معلومات علم الأعصاب